# Ruminghem
Ruminghem és un municipi francès, situat al departament del Pas de Calais i a la regió dels Alts de França. L'any 1999 tenia 1.163 habitants.

## Situació
Ruminghem es troba al nord del departament del Pas de Calais. Està a prop del departament del Nord i de la ciutat d'Audruicq.

## Administració
Ruminghem es troba al cantó d'Audruicq, que al seu torn forma part del districte de Saint-Omer. L'alcalde de la ciutat és Yves Bacquet (2001-2008).

## Història
- El castell que pertanyia als comtes de Fiennes va ser destruït el 1220.
- La senyoria depenia dels Luxemburg-Saint-Pol.
- Un nou castell va ser arrasat el 1637.

## Llocs d'interès
- El bosc d'Éperlecques